# Corriente Democrática (México)
Se conoce como Corriente Democrática a la línea interna progresista surgida originalmente en el seno del Partido Revolucionario Institucional (PRI) a mediados de la década de los ochenta. 
Participaron en su formación, entre otros, el entonces exgobernador del estado de Michoacán, Cuauhtémoc Cárdenas Solórzano; el expresidente del PRI,Porfirio Muñoz Ledo; la economista Ifigenia Martínez y el embajador Rodolfo González Guevara, entre otros. La principal demanda de la Corriente al presidente del PRI era que se estipularan claramente las reglas que normarían la designación del candidato presidencial del PRI en 1987, un proceso que hasta entonces se había mantenido bajo la absoluta voluntad del Presidente de la República en turno. Además buscaba el retorno del PRI a los principios nacionalistas y socialdemócratas, que había abandonado, al adoptar el neoliberalismo y otras posiciones antagónicas a la ideología "izquierdista", que había acompañado la política social del partido durante toda su historia.   
Las reglas nunca se estipularon de manera clara, lo que no fue obstáculo para que Carlos Salinas fuera declarado de manera oficial, el 4 de octubre de 1987, como candidato del  PRI a la Presidencia de la República. Como consecuencia de ello la Corriente Democrática inició primero una serie de movilizaciones en la Ciudad de México (la así llamada "Marcha de las 100 horas") y luego a escala nacional que terminaron en la ruptura de este grupo con el PRI.
A la salida del PRI, la Corriente se convirtió en el núcleo de la primera candidatura presidencial de Cárdenas Solórzano, logrando primero los apoyos (y registros) del Partido Auténtico de la Revolución Mexicana (PARM), el Partido Popular Socialista (PPS) y el Partido del Frente Cardenista de Reconstrucción Nacional (PFCRN). Posteriormente, Heberto Castillo, candidato del Partido Mexicano Socialista (PMS) declinaría en mayo de 1988 en favor de Cárdenas Solórzano para iniciar, una vez concluida la elección de ese año, un largo proceso de fusión en lo que después fuera el Partido de la Revolución Democrática (PRD).

## Miembros reconocidos
- Cuauhtémoc Cárdenas Solórzano
- Porfirio Muñoz Ledo
- Ifigenia Martínez
- Carlos Tello Macías
- Rodolfo González Guevara
- Eduardo Andrade Sánchez
- Ignacio Castillo Mena
- Vicente Fuentes Díaz
- Armando Labra Manjarrez
- Cristóbal Arias Solís
- Roberto Robles Garnica
- Janitzio Múgica Rodríguez Cabo
- César Buenrostro
- Francisco Javier Ovando Hernández
- Leonel Durán Solís

- Datos: Q5789361